# بخش لیبرتی، شهرستان راس، اوهایو
بخش لیبرتی (به انگلیسی: Liberty Township) یک منطقهٔ مسکونی در ایالات متحده آمریکا است که در شهرستان روس، اوهایو واقع شده‌است.
 بخش لیبرتی ۸۹٫۶ کیلومتر مربع مساحت و ۲٬۴۷۶ نفر جمعیت دارد و ۲۱۲ متر بالاتر از سطح دریا واقع شده‌است.